# Most Sázava
Most Sázava je plánovaný železobetonový obloukový dálniční most v Česku na dálnici D3 poblíž Jílového u Prahy. Má se jednat o nejvyšší most v Česku, jeho výška má být 113 metrů nad hladinou řeky Sázavy. Délka mostu má činit 787 metrů, oblouk má mít rozpětí 237 m a bude tak největším železobetonovým obloukem v Česku. Mezi patkami mostního oblouku má být umístěna zavěšená lávka pro pěší a cyklisty. Most se má nacházet mezi tunelem Luka a mimoúrovňovou křižovatkou Hostěradice. 
V červnu 2025 by měly začít práce na podrobném geotechnickém průzkumu k mostu Sázava, jejichž cílem je shromáždit údaje o inženýrsko-geologických a hydrogeologických poměrech. V roce 2025 byl začátek stavby úseku Jílové u Prahy – Hostěradice plánován na rok 2028, zprovoznění na rok 2032.
O stavbě byly kvůli ochraně přírody dlouhá léta spory. Majitelé chat a chalup v těsné blízkosti mostu se také obávají hluku.